# 라트비아의 유로 주화
라트비아의 유로 주화는 세 종류의 도안으로 공표됐다. 2006년 7월 라트비아 중앙은행이 이에 대해 공표했으며 라트비아의 국장과 라트비아 처녀의 모습이 새겨져 있다. 2유로 주화는 원래 자유 기념비가 주화 디자인으로 채택될 예정이었지만 유럽 중앙은행의 규정에 따라 주화의 전체 규모에 적절치 않아 도안이 바뀌게 됐다. 이에 따라 주화의 디자인이 라트비아 처녀로 바뀌게 됐다.
1, 2, 5유로센트 주화에는 라트비아의 소형 국장, 10, 20, 50유로센트 주화에는 라트비아의 대형 국장이 그려져 있으며 1, 2유로 주화에는 라트비아 처녀가 그려져 있다. 라트비아 처녀 그림은 제2차 세계 대전 이전에 발행된 5라츠 주화에 그려진 여성의 초상화이기도 하다. 라트비아는 2014년 1월 1일을 기해 유로를 도입하였다.
| € 0.01               | € 0.02 | € 0.05                               |
| -------------------- | ------ | ------------------------------------ |
|                      |        |                                      |
| 라트비아의 소형 국장 |        |                                      |
| € 0.10               | € 0.20 | € 0.50                               |
|                      |        |                                      |
| 라트비아의 대형 국장 |        |                                      |
| € 1.00               | € 2.00 | € 2 주화 모서리                      |
|                      |        | (하느님, 라트비아를 축복하시옵소서!) |
| 라트비아 처녀        |        |                                      |